# 富士見町米野
富士見町米野（ふじみまちこめの）は、群馬県前橋市の地名。旧富士見村時代は、住所で勢多郡富士見村大米野の地域である。また、前橋市合併後は粕川町と同じように村名の富士見村が富士見町となり、そのあと大字名がつくため前橋市富士見町○○となる。面積は2.39km2(2013年現在)。郵便番号は371-0111。

## 地理
赤城山南西の裾野部の橘川と法華沢川に囲まれた地域。
橘川が地域の西端を北から南に流れ、法華沢川が地域の東端を北から南に流れている。

## 歴史
江戸時代頃からある地名で、寛永12年から前橋藩領だった。
当村の北端から山口村（現:富士見町山口）の入口までの南北8町、および南端から田口村（現:田口町）へ至る約3町の街道両側には、米野並木があった。しかし、第二次世界大戦中にすべてが伐採されたため、現在その名残はない。

### 年表
- 1881年 大火があり、宿場の大部分が焼失した。
- 1889年 市町村制が施行され、米野村は近隣13村と合併し南勢多郡富士見村ができる。そのため群馬県南勢多郡富士見村大字米野となる。
- 1896年 郡統合（東群馬郡と南勢多郡の統合）により勢多郡に所属し勢多郡富士見村大字米野となる。
- 2009年 富士見村が前橋市へ編入合併したため、群馬県前橋市富士見町米野となる。
- 2017年5月12日 当町の全域が区域となっている、前橋・赤城地域がチッタスロー国際連盟に加盟する[6]。

## 世帯数と人口
2017年（平成29年）8月31日現在の世帯数と人口は以下の通りである。
| 町丁         | 世帯数  | 人口  |
| ------------ | ------- | ----- |
| 富士見町米野 | 339世帯 | 990人 |

## 小・中学校の学区
市立小・中学校に通う場合、学区は以下の通りとなる。
| 番地 | 小学校             | 中学校               |
| ---- | ------------------ | -------------------- |
| 一部 | 前橋市立原小学校   | 前橋市立富士見中学校 |
| 一部 | 前橋市立石井小学校 | 前橋市立富士見中学校 |

## 交通

### 鉄道
町内に鉄道駅はない。

### バス
関越交通が運行を行っているデマンドバス方式のるんるんバスがある。

### 道路
群馬県道34号渋川大胡線が地域の中央を東西に、群馬県道151号津久田停車場前橋線が地域の中央を南北に通っている。

## 施設
- 赤城神社
- 大聖寺

## 避難所
当町が避難対象区域となった場合、町内にある前橋市立原小学校に避難する。